# Рвање на Летњим олимпијским играма 2008.
Рвање на Летњим олимпијским играма у Пекингу 2008. одржано је од 12. до 21. августа у Спортској дворани кинеског пољопривредног универзитета. Мушкарци су се борили у по седам тежинских категорија у слободном и гршко-римском стилу, док су се жене бориле у четири тежинске категорије у слободном стилу. 
Шведски рвач, у категорији до 84 кг у грчко-римском стилу, Ара Абрахамијан није прихватио бронзану медаљу коју је освојио јер је сматрао да су га судије неоправдано казниле у полуфиналном мечу..

## Земље учеснице
Учествовало је 344 такмичара из 59 земаља.
| - Албанија - Алжир - Јерменија - Аустралија - Азербејџан - Белорусија - Бразил - Бугарска - Камерун - Канада - Кина - Колумбија - Куба - Чешка - Данска - Египат - Салвадор - Финска - Француска - Република Македонија | - Грузија - Немачка - Грчка - Гвам - Гвинеја Бисао - Мађарска - Индија - Иран - Италија - Јапан - Казахстан - Киргистан - Литванија - Мексико - Молдавија - Монголија - Нигерија - Северна Кореја - Норвешка - Палау | - Перу - Пољска - Румунија - Русија - Сенегал - Србија - Словачка - Јужноафричка Република - Јужна Кореја - Шпанија - Шведска - Швајцарска - Таџикистан - Тунис - Турска - Украјина - Сједињене Америчке Државе - Узбекистан - Венецуела |

## Биланс медаља
| Ранг   | Држава       | Злато | Сребро | Бронза | Укупно |
| 1      | Русија       | 6     | 3      | 2      | 11     |
| 2      | Јапан        | 2     | 2      | 2      | 6      |
| 3      | Грузија      | 2     | 0      | 2      | 4      |
| 4      | Кина         | 1     | 2      | 0      | 3      |
| 5      | Узбекистан   | 1     | 1      | 0      | 2      |
| 6      | САД          | 1     | 0      | 2      | 3      |
| 7      | Канада       | 1     | 0      | 1      | 2      |
| 7      | Француска    | 1     | 0      | 1      | 2      |
| 7      | Турска       | 1     | 0      | 1      | 2      |
| 10     | Куба         | 1     | 0      | 0      | 1      |
| 10     | Италија      | 1     | 0      | 0      | 1      |
| 12     | Украјина     | 0     | 2      | 3      | 5      |
| 13     | Азербејџан   | 0     | 2      | 2      | 4      |
| 14     | Казахстан    | 0     | 1      | 4      | 5      |
| 15     | Бугарска     | 0     | 1      | 3      | 4      |
| 16     | Киргистан    | 0     | 1      | 1      | 2      |
| 17     | Немачка      | 0     | 1      | 0      | 1      |
| 17     | Мађарска     | 0     | 1      | 0      | 1      |
| 17     | Таџикистан   | 0     | 1      | 0      | 1      |
| 20     | Јерменија    | 0     | 0      | 2      | 2      |
| 20     | Белорусија   | 0     | 0      | 2      | 2      |
| 22     | Колумбија    | 0     | 0      | 1      | 1      |
| 22     | Индија       | 0     | 0      | 1      | 1      |
| 22     | Иран         | 0     | 0      | 1      | 1      |
| 22     | Литванија    | 0     | 0      | 1      | 1      |
| 22     | Пољска       | 0     | 0      | 1      | 1      |
| 22     | Словачка     | 0     | 0      | 1      | 1      |
| 22     | Јужна Кореја | 0     | 0      | 1      | 1      |
| Укупно | Укупно       | 18    | 18     | 35     | 71     |

## Освајачи медаља

### Мушкарци – слободни стил
| Категорија | Злато                                    | Сребро                         | Бронза                      |  |  |  |
|            |                                          |                                |                             |  |  |  |
| 55 кг      | Хенри Сехудо · Сједињене Америчке Државе | Томохиро Мацунага · Јапан      | Радослав Великов · Бугарска |  |  |  |
| 55 кг      | Хенри Сехудо · Сједињене Америчке Државе | Томохиро Мацунага · Јапан      | Бесик Кудухов · Русија      |  |  |  |
| 60 кг      | Мавлет Батиров · Русија                  | Васил Федоришин · Украјина     | Кеничи Јумото · Јапан       |  |  |  |
| 60 кг      | Мавлет Батиров · Русија                  | Васил Федоришин · Украјина     | Морад Мохамади · Иран       |  |  |  |
| 66 кг      | Рамазан Шахин · Турска                   | Андриј Стадник · Украјина      | Отар Тушишвили · Грузија    |  |  |  |
| 66 кг      | Рамазан Шахин · Турска                   | Андриј Стадник · Украјина      | Сушил Кумар · Индија        |  |  |  |
| 74 кг      | Бувајсар Сајтијев · Русија               | Сослан Тигијев · Узбекистан    | Мурад Гајдаров · Белорусија |  |  |  |
| 74 кг      | Бувајсар Сајтијев · Русија               | Сослан Тигијев · Узбекистан    | Кирил Терзијев · Бугарска   |  |  |  |
| 84 кг      | Реваз Миндорашвили · Грузија             | Јусуп Абдусаломов · Таџикистан | Тарас Данко · Украјина      |  |  |  |
| 84 кг      | Реваз Миндорашвили · Грузија             | Јусуп Абдусаломов · Таџикистан | Георгиј Кетојев · Русија    |  |  |  |
| 96 кг      | Ширвани Мурадов · Русија                 | Тајмураз Тигијев · Казахстан   | Гиорги Гогшелидзе · Грузија |  |  |  |
| 96 кг      | Ширвани Мурадов · Русија                 | Тајмураз Тигијев · Казахстан   | Хетаг Газјумов · Азербејџан |  |  |  |
| 120 кг     | Артур Тајмазов · Узбекистан              | Бахтијар Ахмедов · Русија      | Давид Мусулбес · Словачка   |  |  |  |
| 120 кг     | Артур Тајмазов · Узбекистан              | Бахтијар Ахмедов · Русија      | Марид Муталимов · Казахстан |  |  |  |

### Мушкарци – грчко-римски стил
| Категорија | Злато                         | Сребро                         | Бронза                                 |  |  |  |
|            |                               |                                |                                        |  |  |  |
| 55 кг      | Назир Манкјев · Русија        | Ровшан Бајрамов · Азербејџан   | Роман Амојан · Јерменија               |  |  |  |
| 55 кг      | Назир Манкјев · Русија        | Ровшан Бајрамов · Азербејџан   | Парк Ун-Чул · Јужна Кореја             |  |  |  |
| 60 кг      | Исламбер Албијев · Русија     | Виталиј Рахимов · Азербејџан   | Руслан Туменбајев · Киргистан          |  |  |  |
| 60 кг      | Исламбер Албијев · Русија     | Виталиј Рахимов · Азербејџан   | Нурбакит Тенгизбајев · Казахстан       |  |  |  |
| 66 кг      | Стив Гено · Француска         | Канатбек Бегалијев · Киргистан | Армен Варданјан · Украјина             |  |  |  |
| 66 кг      | Стив Гено · Француска         | Канатбек Бегалијев · Киргистан | Михаил Семјонов · Белорусија           |  |  |  |
| 74 кг      | Манучар Квирквелија · Грузија | Чанг Јунгсјанг · Кина          | Јавор Јанакијев · Бугарска             |  |  |  |
| 74 кг      | Манучар Квирквелија · Грузија | Чанг Јунгсјанг · Кина          | Кристоф Гено · Француска               |  |  |  |
| 84 кг      | Андреа Мингуци · Италија      | Золтан Фодор · Мађарска        | Назми Авлуџа · Турска                  |  |  |  |
| 84 кг      | Андреа Мингуци · Италија      | Золтан Фодор · Мађарска        | није додељена*                         |  |  |  |
| 96 кг      | Асланбек Хуштов · Русија      | Мирко Енглих · Немачка         | Адам Вилер · Сједињене Америчке Државе |  |  |  |
| 96 кг      | Асланбек Хуштов · Русија      | Мирко Енглих · Немачка         | Асет Мамбетов · Казахстан              |  |  |  |
| 120 кг     | Михаин Лопез · Куба           | Хасан Баројев · Русија         | Миндаугас Мизгаитис · Литванија        |  |  |  |
| 120 кг     | Михаин Лопез · Куба           | Хасан Баројев · Русија         | Јуриј Патрикејев · Јерменија           |  |  |  |

*Ара Абрахамијан из Шведске је освојио бронзану медаљу у категорији до 84 кг али му ју је МОК одузео јер је на церемонији проглашења победника сишао са постоља и бацио медаљу у простор за борбу, јер се није слагао са суђењем.

### Жене – слободни стил
| Категорија | Злато                | Сребро                    | Бронза                                  |  |  |  |
|            |                      |                           |                                         |  |  |  |
| 48 кг      | Керол Хајн · Канада  | Чихару Ичо · Јапан        | Марија Стадник · Азербејџан             |  |  |  |
| 48 кг      | Керол Хајн · Канада  | Чихару Ичо · Јапан        | Ирина Мерлени · Украјина                |  |  |  |
| 55 кг      | Саори Јошида · Јапан | Сју Ли · Кина             | Тонја Вербик · Канада                   |  |  |  |
| 55 кг      | Саори Јошида · Јапан | Сју Ли · Кина             | Ђакелин Рентерија · Колумбија           |  |  |  |
| 63 кг      | Каори Ичо · Јапан    | Алена Карташова · Русија  | Јелена Шаљгина · Казахстан              |  |  |  |
| 63 кг      | Каори Ичо · Јапан    | Алена Карташова · Русија  | Ренди Милер · Сједињене Америчке Државе |  |  |  |
| 72 кг      | Ванг Ђао · Кина      | Станка Златева · Бугарска | Кјоко Хамагучи · Јапан                  |  |  |  |
| 72 кг      | Ванг Ђао · Кина      | Станка Златева · Бугарска | Агњешка Вјешчек · Пољска                |  |  |  |